# Перепись населения в Непале (2001)
Перепись населения в Непале 2001 года была проведена Центральным статистическим бюро Непала. 
Работая с деревенскими комитетами на районном уровне, Бюро зарегистрировало данные из всех муниципалитетов и деревень каждого района.
Данные включают статистические данные о численности населения, домашних хозяйствах, половое и возрастное распределение, место рождения, характеристики проживания, грамотность, семейное положение, религия, язык, касту / этническую группа, экономически активное население, образование, число детей, статус занятости и профессию.
- Общая численность населения в 2011 году: 23 151 423